# Ömerli, Pozantı
Ömerli là một xã thuộc huyện Pozantı, tỉnh Adana, Thổ Nhĩ Kỳ. Dân số thời điểm năm 2009 là 239 người.